# Stirnflosser
Die Stirnflosser (Tetraroginae (Gr.: „tetra“ = vier, „rogos“ = faltig)) sind eine 17 Gattungen und über 40 Arten umfassende Unterfamilie von Meeresfischen aus der Unterordnung der Drachenkopfverwandten (Scorpaenoidei). Sie leben im Indischen Ozean und im westlichen Pazifik. Tropische Arten leben vor allem im Flachwasser, Arten aus gemäßigten Gebieten Südafrikas, Australiens und Asiens sind eher in tiefen Regionen unterhalb von 200 Metern verbreitet. Zwei Arten Notesthes robusta und Neovespicula depressifrons leben meist im Brackwasser der Ästuarien auf den Philippinen, in Indonesien, Neuguinea und Australien und dringen auch in das Süßwasser der Flüsse vor.

## Merkmale
Stirnflosser werden 4 bis 80 cm lang und besitzen mäßig langgestreckte, seitlich stark abgeflachte Körper. Charakteristisches Kennzeichnen der Familie ist die Rückenflosse, die direkt über den Augen beginnt. Der Kopf ist stachlig und faltig, der Kiemendeckel hat normalerweise zwei Stacheln. Die Kiemenmembranen sind vom Isthmus getrennt. Stirnflosser können auf ihren gut entwickelten Brustflossen "laufen". Sie halten sich meist auf dem Boden auf und lassen ihren abgeflachten Körper von den Wellen hin- und herschaukeln. So ähneln sie einem Blatt (Blatt-Mimikry), sind gut getarnt und potentielle Beute sieht die Raubfische nicht. Ihre Schuppen sind winzig, dornenartig und liegen tief in der Haut. Die Tiere sind noch wenig erforscht. Wie die Skorpionfische besitzen die Stirnflosser giftige Flossenstrahlen.

## Gattungen und Arten
- Ablabys Kaup, 1873
  - Ablabys binotatus (Peters, 1855)

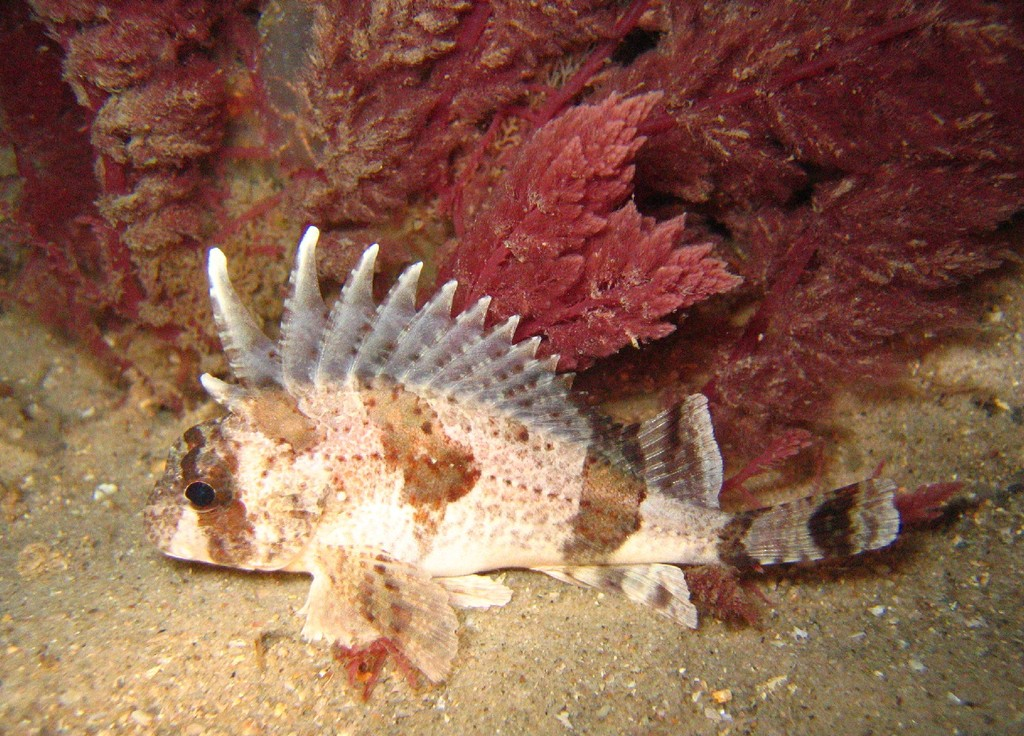
Centropogon australis

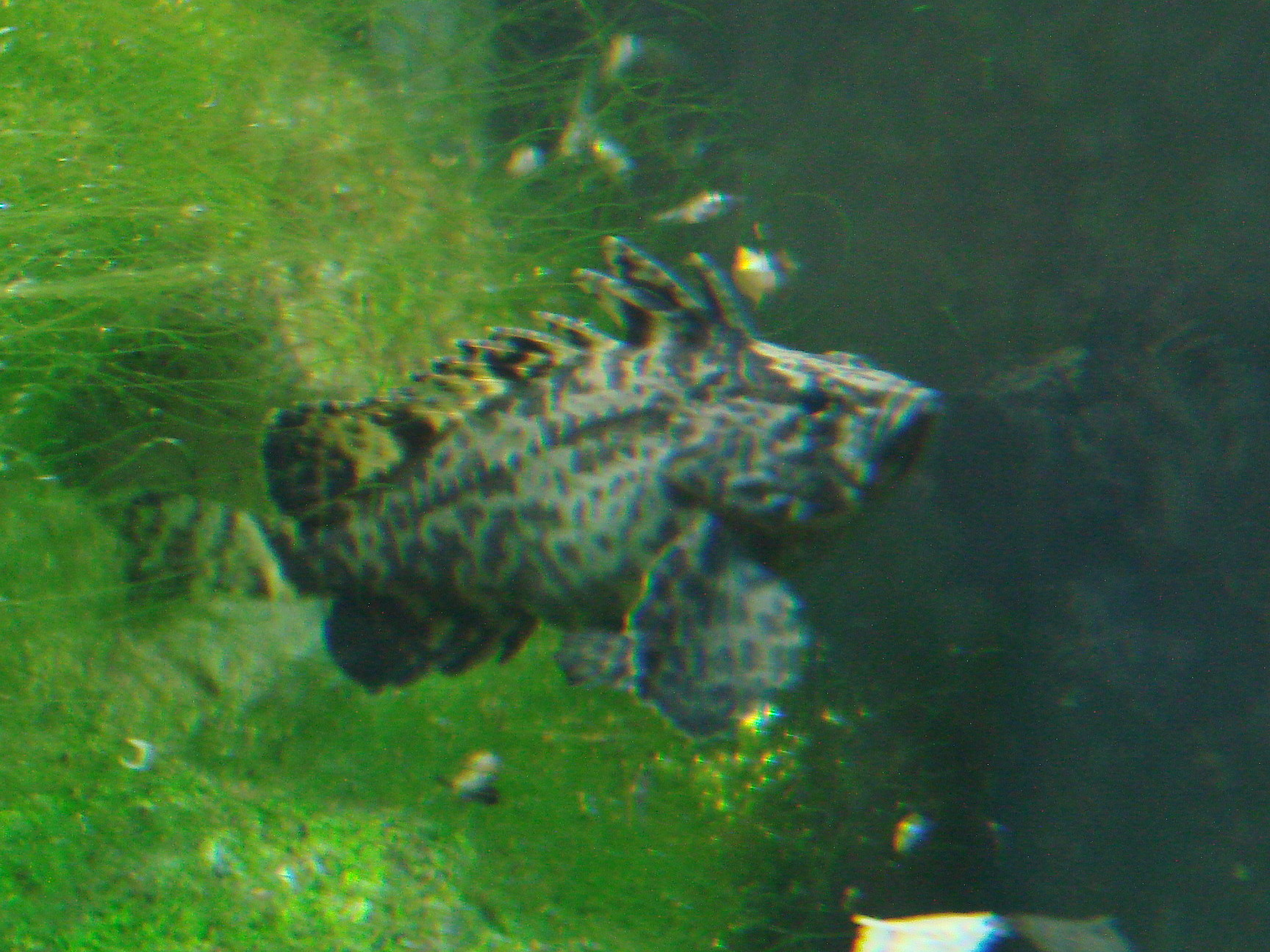
Neovespicula depressifrons

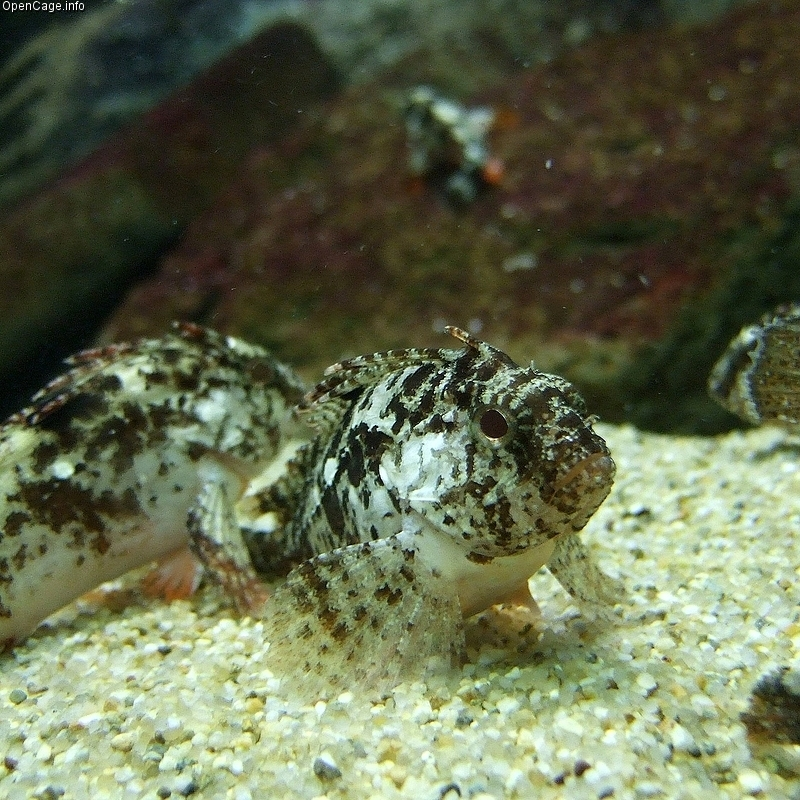
Paracentropogon rubripinnis

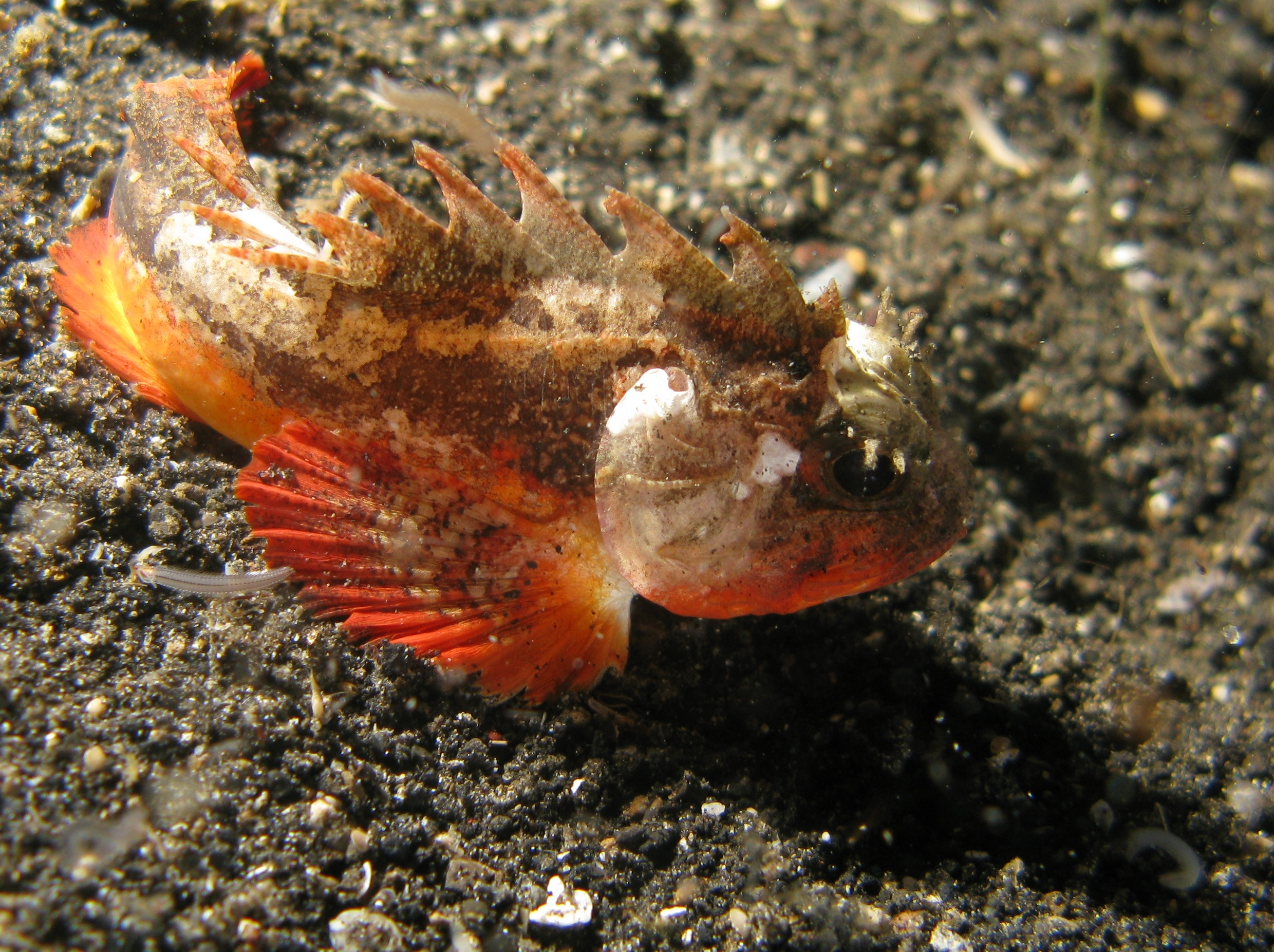
Richardsonichthys leucogaster

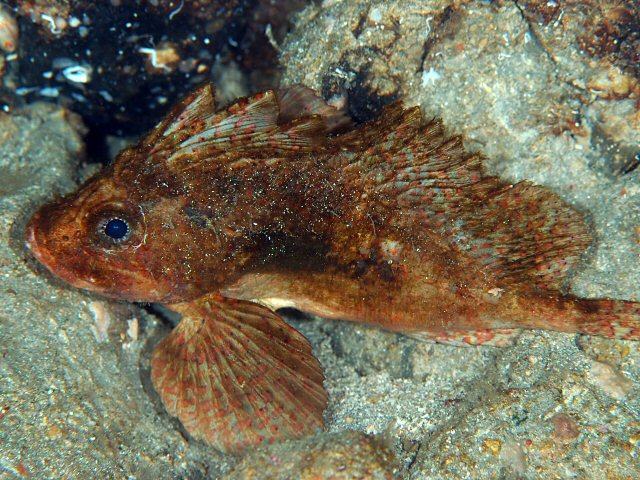
Snyderina yamanokami

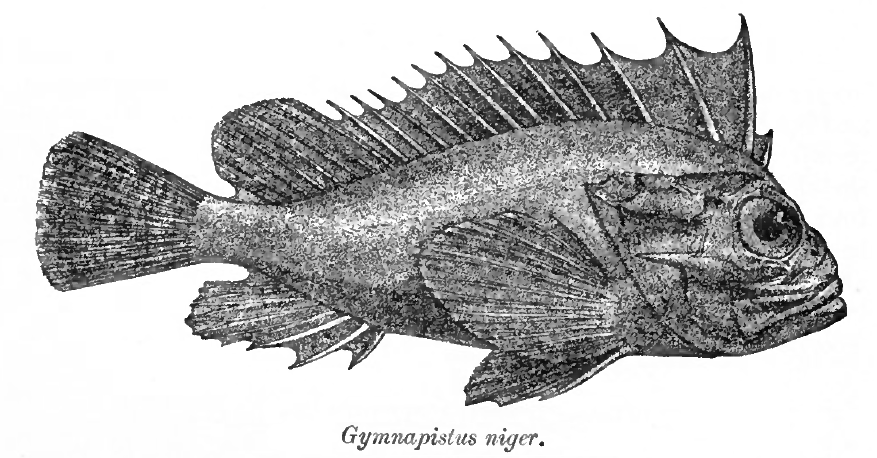
Tetraroge niger

  - Ablabys gymnothorax Chungthanawong & Motomura, 2018
  - Stachel-Stirnflosser (Ablabys macracanthus (Bleeker, 1852))
  - Ablabys pauciporus Chungthanawong & Motomura, 2018
  - Schaukel-Stirnflosser (Ablabys taenianotus (Cuvier, 1829))
- Centropogon  Günther, 1860
  - Centropogon australis  (White, 1790)
  - Centropogon latifrons  Mees, 1962
  - Centropogon marmoratus  Günther, 1862
- Coccotropsis Barnard, 1927
  - Coccotropsis gymnoderma (Gilchrist, 1906)
- Cottapistus  Bleeker, 1876
  - Cottapistus cottoides  (Linnaeus, 1758)
- Glyptauchen Günther, 1860
  - Glyptauchen panduratus (Richardson, 1850)
- Gymnapistes Swainson 1839
  - Gymnapistes marmoratus (Cuvier, 1829)
- Liocranium Ogilby, 1903
  - Liocranium pleurostigma (Weber, 1913)
  - Liocranium praepositum Ogilby, 1903
- Neocentropogon Matsubara, 1943
  - Neocentropogon aeglefinus  (Weber, 1913)
  - Neocentropogon affinis  (Lloyd, 1909)
  - Neocentropogon japonicus  Matsubara, 1943 
  - Neocentropogon mesedai  Klausewitz, 1985
  - Neocentropogon profundus  (Smith, 1958) 
  - Neocentropogon trimaculatus  Chan, 1966
- Neovespicula  Mandrytsa, 2001
  - Neovespicula depressifrons  (Richardson, 1848)
- Notesthes  Ogilby, 1903 
  - Notesthes robusta  (Günther, 1860)
- Ocosia  Jordan & Starks, 1904
  - Ocosia apia  Poss & Eschmeyer, 1975
  - Ocosia fasciata  Matsubara, 1943
  - Ocosia possi  Mandrytsa & Usachev, 1990
  - Ocosia ramaraoi  Poss & Eschmeyer, 1975
  - Ocosia sphex Fricke, 2017 
  - Ocosia spinosa Chen, 1981
  - Ocosia vespa Jordan & Starks, 1904
  - Ocosia zaspilota Poss & Eschmeyer, 1975
- Paracentropogon Bleeker, 1876
  - Langstachel-Stirnflosser (Paracentropogon longispinis (Cuvier in Cuvier & Valenciennes, 1829))
  - Paracentropogon rubripinnis  (Temminck & Schlegel, 1843)
  - Paracentropogon vespa  Ogilby, 1910
  - Paracentropogon zonatus  (Weber, 1913)
- Pseudovespicula Mandrytsa, 2001
  - Pseudovespicula dracaena (Cuvier, 1829)
- Richardsonichthys Smith, 1958
  - Richardsonichthys leucogaster (Richardson, 1848)
- Snyderina Jordan & Starks, 1901
  - Snyderina guentheri (Boulenger, 1889)
  - Snyderina yamanokami Jordan & Starks, 1901
- Tetraroge  Günther, 1860
  - Tetraroge barbata  (Cuvier in Cuvier & Valenciennes, 1829)
  - Tetraroge niger  (Cuvier in Cuvier & Valenciennes, 1829)
- Vespicula  Jordan & Richardson, 1910
  - Vespicula cypho  (Fowler, 1938)
  - Vespicula trachinoides  (Cuvier in Cuvier & Valenciennes, 1829)
  - Vespicula zollingeri  (Bleeker, 1848)

## Systematik
Die Stirnflosser galten ursprünglich als eigenständige Familie (z. B. bei Fishbase oder bei Nelson (2016)). Sie sind jedoch nah mit den Steinfischen (Synanceiinae) verwandt. Ein Merkmal, das sie mit den Steinfischen teilen ist ein säbelförmiger, der Verteidigung dienender Auswuchs der Lacrimale, der Tränensäbel. Smith, Everman und Richardson schlugen deshalb 2018 vor, die Stirnflosser als Unterfamilie den Synanceiidae zuzuordnen, eine Familie der Drachenkopfverwandten, die ursprünglich nur die Steinfische umfasste. Dies wurde im Januar 2022 in Eschmeyer's Catalog of Fishes, einer Onlinedatenbank zur Fischsystematik, so übernommen.